# Калюський ландшафтний заказник
Ка́люський зака́зник — ландшафтний заказник місцевого значення в Україні. Розташований у межах Новоушицького району Хмельницької області, на північ і південь від смт Нова Ушиця. 
Площа 1832 га. Статус надано 1991 року. Перебуває у віданні ДП «Новоушицький лісгосп» (Браїлівське, кв. 35, 37; Новоушицьке, кв.18-23, 34-36, 38, вид. 8,9 та Струзьке, кв. 21-24, 31-35, 42,43 лісництва).
Статус надано з метою збереження природного комплексу на мальовничих схилах долини річки Калюс. Зростають переважно грабові ліси, у трав'яному покриві — рідкісні види рослин.
Із хвойних порід тут ростуть ялина європейська та ялиця, сосна звичайна та модрина, трапляється сосна кримська. Листяні породи представлені такими видами: з дуб червоний та звичайний, береза повисла. У деревостанах дібров зростають черешня, ясен звичайний, клен-явір, липа серцелиста, берека, граб, клен гостролистий тощо.
У підліску трапляються терен, бруслина європейська, глід кривочашечковий, клен чорнолистий, ліщина, дерен справжній, калина цілолиста; у трав'яному ярусі - маренка запашна, фіалка лісова, яглиця звичайна, осока парвська, зірочник лісовий і тонконіг дібровний.
Із видів, занесених до Червоної книги України, у лісових масивах заказника виявлені булатка великоквіткова, лілія лісова, коручка чемерниковидна, любка дволиста, любка зеленоквіткова, цибуля ведмежа, на лісових галявинах трапляється зіновать біла.

## Галерея

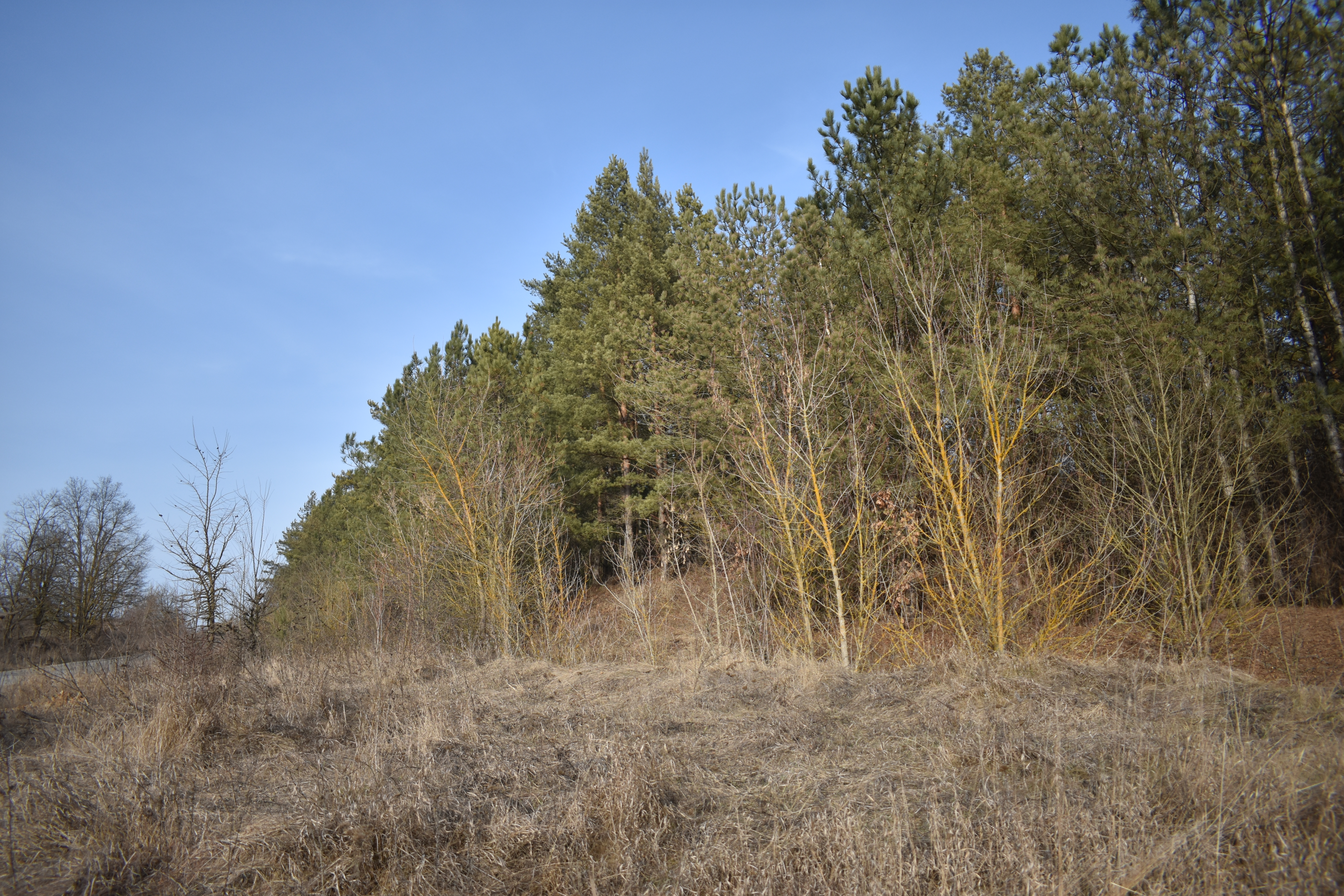
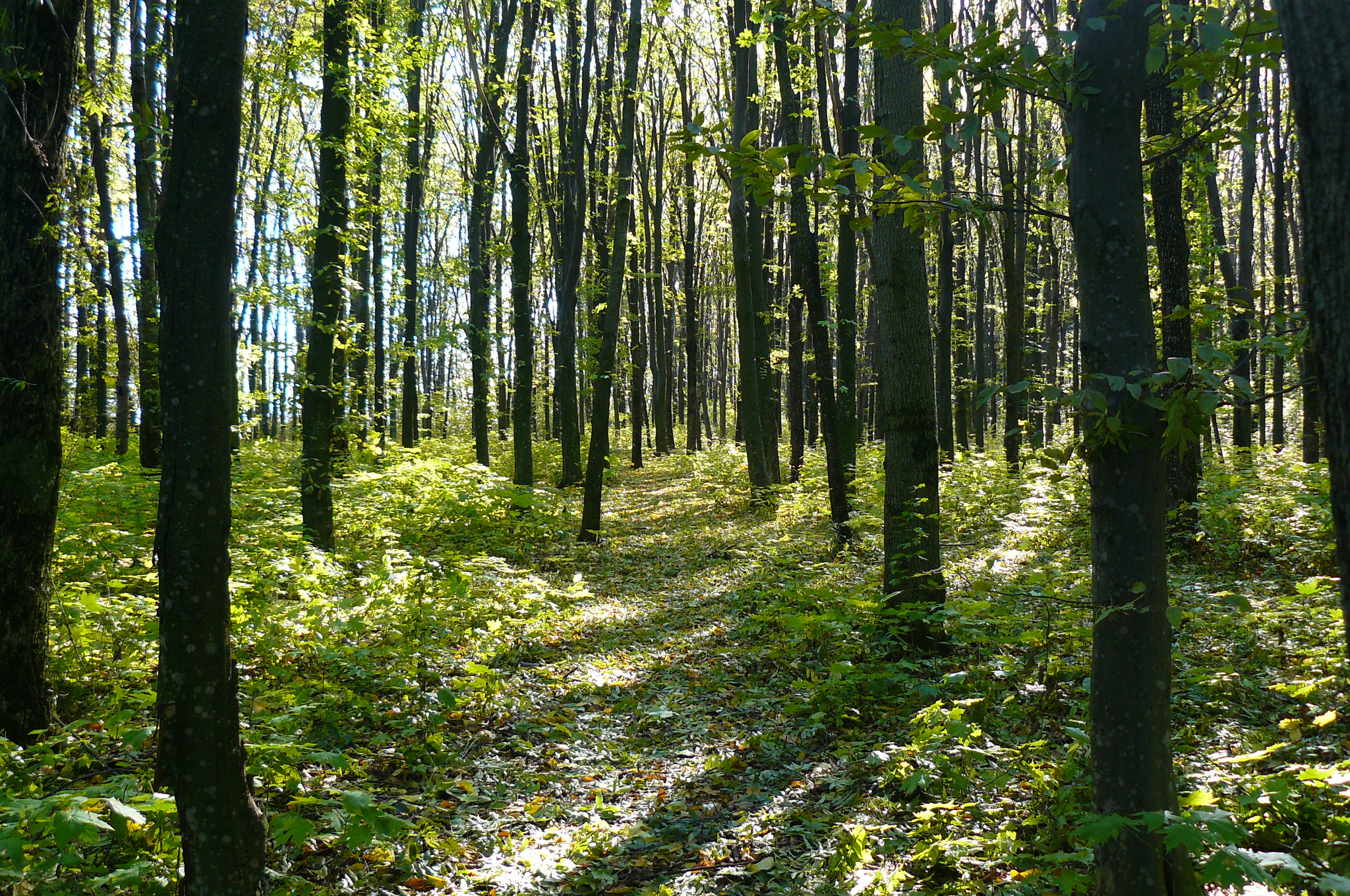